# Fee Malten
Fee Malten (Berlino, 2 dicembre 1911 – Los Angeles, 31 dicembre 2005) è stata un'attrice tedesca.

## Biografia
Felicitas Malten era di origini ebraiche e nipote di un attore che la fece debuttare nel 1920 con una piccola parte di danzatrice nel film perduto Christi Geburt. Dopo gli studi di danza e di pianoforte, nel 1927 tornò al cinema in Am Rande der Welt di Karl Grune. A partire dall'anno seguente ottenne sempre la parte di protagonista, interpretando per lo più il personaggio della ragazza semplice e allegra, ma la sua carriera ebbe una brusca interruzione con la presa nazista del potere.
Dopo aver più volte viaggiato negli Stati Uniti con il marito Hans Wall, nel 1938 vi si stabilì definitivamente insieme alla famiglia. Presa la cittadinanza americana, col nome di Fay Wall tornò a recitare dal 1942 una decina di film ma solo in ruoli secondari. Dagli anni cinquanta apparve anche in alcuni telefilm.

## Filmografia parziale

### Cinema
- Am Rande der Welt (1927)
- Der geheimnisvolle Spiegel (1928)
- Tagebuch einer Kokotte (1929)
- Un tango per te (1930)
- Die schwebende Jungfrau (1931)
- Foreign Agent (1942)
- Hitler - Dead or Alive (1942)
- Anche i boia muoiono (1943)
- La settima croce (1944)
- Scandalo internazionale (1948)
- La regina vergine (1953)

### Televisione
- Crusader – serie TV, episodio 1x05 (1955)